# Bruce Kulick
Bruce Howard Kulick (født 12. december 1953) er en amerikansk guitarist, musiker og siden 2000 medlem af bandet Grand Funk Railroad. Tidligere var Kulick mange år medlem af bandet Kiss (1984-1996). Han var også medlem af Union med John Corabi fra 1997 til 2002 og Blackjack fra 1979 til 1980.